# Metafos
Metafos – sztuczny nawóz fosforowy, którego głównym składnikiem jest metafosforan wapnia o polimerycznej strukturze. Otrzymywany jest ze stopionego fosforytu w reakcji z dekatlenkiem tetrafosforu w wysokiej temperaturze. Zawartość przyswajalnego przez rośliny fosforu w przeliczeniu na P
2O
5 wynosi 65,7%.